# Viljuj
Viljuj (ryska: Вилюй) är en 2 650 km lång flod i Sibirien. Den är vänsterbiflod till Lena och dess längsta biflod. Avrinningsområdet är 491 000 km² stort. Viljuj rinner upp på Centralsibiriska platån och rinner huvudsakligen åt öster genom ett glest befolkat landskap och mynnar i Lena cirka 320 km nordväst om Jakutsk.